# Lo Griyo
Lo Griyo est un groupe réunionnais composé par Sami Pageaux-Waro (fils du chanteur de maloya Danyèl Waro), Luc Joly et Brice Nauroy. 
Lo Griyo (Le Griot en créole) propose une fusion de plusieurs styles musicaux : maloya, musiques africaines de transe, musique gnaoua, salegy, musique brésilienne et jazz entre autres. 
Lors du festival Sakifo 2007, le groupe remporte la première édition du prix Alain Peters qui récompense une valeur sûre ou un espoir de la musique de l’océan Indien.
Sami Pageaux-Waro a participé aux albums de Nathalie Natiembé (Sankèr, 2005) et Danyèl Waro (Grin n syèl, 2006). Luc Joly a joué sur l'album Du passé au présent du groupe Baster en 2007. Tous deux ont fait partie du groupe Pil Kat (album Kat pat kok paru en 2003).

## Discographie
- World pluriel n° 17, PRMA, 2007. (Servis k-baré).
- Yé mama, autoproduction, 2009.
- "Mogador" , 2013.

## Liens vidéos
- Reportage
- Live Clameur des Bambous 2007